# Federação Albanesa de Voleibol
A Federação Albanesa de Voleibol  (em albanês:Federata Shqiptare e Volejbollit FSHV) é  uma organização fundada em 1949 que governa a pratica de voleibol na Albânia, sendo membro da Federação Internacional de Voleibol e da Confederação Européia de Voleibol, a entidade é responsável por  organizar  os campeonatos nacionais de  voleibol masculino e feminino no país.